# Inkoherencja
Inkoherencja (łac. incoherentio), rzadziej określana też jako splątanie – zaburzenie myślenia, wyrażające się w rozrywaniu związków pomiędzy członami myślenia. Zaliczana jest do zaburzeń struktury myślenia i skutkuje utratą spójności wypowiedzi w obrębie zdań. Dla zobrazowania dezorganizacji wypowiedzi używa się również określenia „sałata słowna”. Może wystąpić w przebiegu ostrych psychoz z zaburzeniami świadomości np. w zespole splątaniowym (amentywnym), w schizofrenii o ostrym przebiegu.